# Losal
Losal é uma cidade e um município no distrito de Sikar, no estado indiano de Rajastão.

## Geografia
Losal está localizada a 27° 24′ N, 74° 55′ L. Tem uma altitude média de 410 metros (1345 pés).

## Demografia
Segundo o censo de 2001, Losal tinha uma população de 25,355 habitantes. Os indivíduos do sexo masculino constituem 50% da população e os do sexo feminino 50%. Losal tem uma taxa de literacia de 56%, inferior à média nacional de 59.5%: a literacia no sexo masculino é de 68% e no sexo feminino é de 44%. Em Losal, 19% da população está abaixo dos 6 anos de idade.